# (34921) 4801 P-L
4801 P-L (asteroide 34921) é um asteroide da cintura principal. Possui uma excentricidade de 0.12219310 e uma inclinação de 2.14697º.
Este asteroide foi descoberto no dia 24 de setembro de 1960 por Cornelis Johannes van Houten e Ingrid van Houten-Groeneveld e Tom Gehrels em Palomar.